# Eleccions federals suïsses de 2019
Les eleccions federals suïsses de 2019 se celebraren durant els mesos d'octubre i novembre de 2019 per renovar l'Assemblea Federal de Suïssa, el parlament bicameral compost pel Consell dels Estats (cambra alta) i el Consell Nacional (cambra baixa). El 20 d'octubre se celebrà l'elecció del Consell Nacional i la primera volta al Consell dels Estats. Cada cantó celebrà la segona volta al Consell dels Estats en una data diferent, segons la legislació cantonal.
Al mes de desembre, els membres de les dues cambres escolliren els set membres del Consell Federal per a un perídode de quatre anys.

## Sistema electoral

### Eleccions al Consell Nacional
Cada cantó forma una circumscripció electoral, on s'escull un nombre de consellers proporcional a la població resident.
Als cantons on s'escull més d'un conseller, s'utilitza la representació proporcional amb llistes obertes, on cada elector té tants vots com candidats s'hagin d'escollir, podent votar fins a dues vegades a un mateix candidat, barrejant candidats de diferents llistes (en francès: panachage) i tatxant candidats (en francès: latoiser). Per la repartició d'escons s'utilitza el sistema Hagenbach-Bischoff, una variació del sistema d'Hondt. Les llistes poden agrupar-se entre ells per participar en la distribució d'escons. En alguns cantons és comú que els partits més grans presentin més d'una llista: homes i dones per separat o partit i joventuts per separat.
Als cantons més petits on només s'escull un conseller, surt escollit el candidat amb més vots (sistema majoritari uninominal a una volta).

### Eleccions al Consell dels Estats
Cada cantó forma una circumscripció. Si el cantó té la condició de semicantó (Basilea-Ciutat, Basilea-Camp, Obwalden, Nidwalden, Appenzell Inner-Rhoden i Appenzell Ausser-Rhoden), escullen un sol conseller. La resta de cantons n'escullen dos.
Cada cantó utilitza el sistema que vingui recollit a la legislació cantonal pròpia. El sistema d'elecció més comú és amb un sistema majoritari a dues voltes. Cada votant pot escollir tants candidats com escons hi hagi en joc. Per tal de ser escollit en una primera volta, cal obtenir més de la meitat dels vots emesos. Els cantons de Jura i Neuchâtel els escullen per representació proporcional i el cantó d'Appenzell Inner-Rhoden escull el seu representant en un landsgemeinde.

## Resultats
| Partits | Partits                            | Sigles  | Ideologia                                                                         | Resultats 2015 | Resultats 2015 | Composició 2019 | Composició 2019 |
| Partits | Partits                            | Sigles  | Ideologia                                                                         | CN             | CE             | CN              | CE              |
| ------- | ---------------------------------- | ------- | --------------------------------------------------------------------------------- | -------------- | -------------- | --------------- | --------------- |
|         | Partit Popular Suís                | UDC/SVP | Dreta a extrema dreta Conservadorisme, liberalisme, sobiranisme                   | 65             | 5              | 64              | 5               |
|         | Partit Socialista                  | PS/SP   | Esquerra Socialdemocràcia, europeisme, anticapitalisme                            | 43             | 12             | 42              | 12              |
|         | Partit Liberal Radical             | PLR/FDP | Dreta Liberalisme, radicalisme                                                    | 33             | 12             | 33              | 12              |
|         | Partit Popular Democristià         | PDC/CVP | Centre-dreta Democràcia cristiana, conservadorisme social                         | 27             | 14             | 26              | 14              |
|         | Partit Verd de Suïssa              | PES/GPS | Esquerra Ecologisme, europeisme, progressisme                                     | 11             | 1              | 11              | 1               |
|         | Partit Verd Liberal                | PVL/PEV | Centre Ecologisme, liberalisme                                                    | 7              | 0              | 8               | 0               |
|         | Partit Burgès Democràtic           | PBD/BDP | Centre-dreta Liberalisme, conservadorisme fiscal, liberalisme, progressisme       | 7              | 1              | 7               | 1               |
|         | Partit Evangèlic Suís              | PEV/EVP | Centre a centre-esquerra Democràcia cristiana, conservadorisme social, europeisme | 2              | 0              | 2               | 0               |
|         | Lliga dels Ticinesos               | Lega    | Dreta Regionalisme, populisme, nacional-conservadorisme, euroescepticisme         | 2              | 0              | 2               | 0               |
|         | Partit Social Cristià d'Obwalden   | PSC/CSP | Centre-esquerra Cristianisme social, progressisme, democràcia cristiana           | 1              | 0              | 1               | 0               |
|         | Moviment dels Ciutadans Ginebresos | MCG     | Dreta Regionalisme, populisme                                                     | 1              | 0              | 1               | 0               |
|         | Partit del Treball Suís            | PST-LG  | Esquerra a extrema esquerra Comunisme, socialisme                                 | 1              | 0              | 1               | 0               |
|         | Independents (ex-UDC/SVP)          | Ind     | Dreta a extrema dreta Conservadorisme, liberalisme, sobiranisme                   | 0              | 0              | 1               | 0               |